# Vladimir Tkačenko (nuotatore)
Volodymyr Valentynovyč Tkačenko (in ucraino Володимир Валентинович Ткаченко?; in russo Владимир Валентинович Ткаченко?, Vladimir Valentinovič Tkačenko; 28 giugno 1965) è un ex nuotatore sovietico, dal 1992 ucraino.

## Carriera
Specializzato nello stile libero, all'apice della carriera vinse la medaglia d'argento alle Olimpiadi di Seul 1988 partecipando alla 4x100m.

## Palmarès
- Giochi olimpici estivi

Seul 1988: argento nella 4x100m stile libero.
- Europei

Roma 1983: oro nella 4x100m stile libero.
Strasburgo 1987: bronzo nella 4x100m stile libero.
Bonn 1989: oro nei 50m stile libero.
Atene 1991: bronzo nei 50m stile libero.
- Mondiali

Perth 1991: bronzo nella 4x100m stile libero.